# Huang Tushui

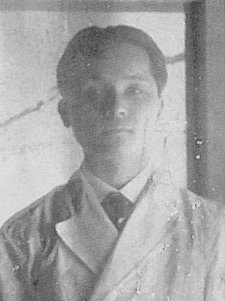
Huang Tushui

Huang Tushui (chinesisch 黃土水 Huáng Tǔshuǐ, Pe̍h-ōe-jī N̂g Thô͘-chúi) (* 3. Juli 1895 in Mengjia, heute: Wanhua, Taiwan; † 21. Dezember 1930 in Tokio) war ein taiwanischer Bildhauer zur Zeit der japanischen Herrschaft über Taiwan.

## Leben

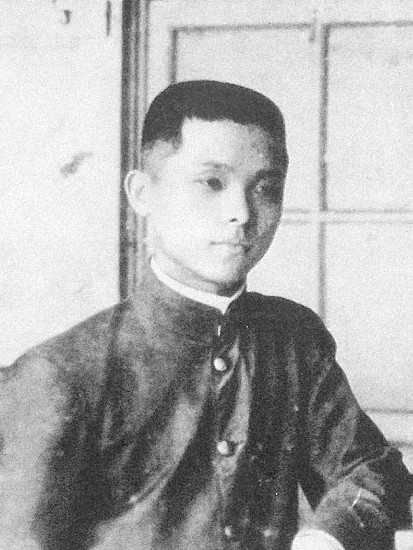
Als Student in Japan

Huang Tushui wurde kurz nach dem Beginn der japanischen Herrschaft in einem der ältesten Stadtteile Taipehs geboren. Von seinem Vater, einem Rikschabauer, erlernte erste handwerkliche Fertigkeiten. Er wuchs zudem in unmittelbarer Nähe zum Longshan-Tempel auf, mit dessen traditionellen Schnitzereien er von Kindheit an vertraut war. Huang gehörte zur ersten Generation, die das von den Japanern eingeführte moderne Schulsystem durchlief. Nach dem Besuch der Volksschule (1906–1911) und der Mittelschule (1911–1915) ging er als erster Taiwaner zum Studium an die Schule der Schönen Künste in Tokio (die heutige Kunsthochschule Tokio), wo er 1920 seinen Abschluss machte.
Huang erlangte sowohl in Japan als auch in seiner Heimat Berühmtheit, als seine Skulptur Der flötespielende Knabe (entstanden 1918) in die renommierte Kaiserliche Ausstellung von 1920 aufgenommen wurde. Er war damit der erste Taiwaner, der an dieser Ausstellung teilnahm. Weitere Werke Huangs wurden 1921, 1922 und 1924 in die Aufstellung aufgenommen.
Huang, seit 1923 verheiratet, lebte nach seinem Studium als freier Künstler in Tokio, wo er ein eigenes Atelier besaß. Allerdings besuchte er regelmäßig seine Heimat Taiwan. Seine Bekanntheit verschaffte ihm Aufträge sowohl von privater als auch von öffentlicher Seite. So porträtierte er 1928 die Schwiegereltern des Kaisers Hirohito und fertigte im Auftrag der Stadt Taipeh die Skulptur Auf dem Heimweg (歸途 Guitu) als Geschenk anlässlich der Krönung Hirohitos an.
Anders als eine Reihe anderer taiwanischer Künstler der Epoche engagierte sich Huang nicht an gesellschaftlichen Bewegungen und kaum in kulturellen Vereinigungen. Ende 1930 erkrankte er an Bauchfellentzündung und starb am 21. Dezember im Alter von 35 Jahren in Tokio. Er wurde in seiner Heimat Taipeh beigesetzt. Im darauffolgenden Jahr wurde ihm zu Ehren in Taipeh eine Gedenkausstellung veranstaltet.

## Werk

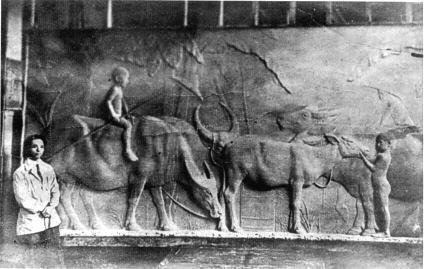
Der Künstler und sein Werk "Die Wasserbüffel"

Von Jugend an mit der traditionellen Schnitzerei Taiwans vertraut, erlernte Huang während seines Studiums in Tokio einen modernen, von der westlichen Kunst beeinflussten Stil, zu dem auch die Werke gehören, die in die Kaiserliche Ausstellung aufgenommen wurden und Huang berühmt machten. Während des letzten Jahrzehnts seines Lebens verlagerte sich der Schwerpunkt seiner Werke immer mehr hin zu lokal-taiwanischen Motiven, wobei Huang eine besondere Vorliebe für die Darstellung von Wasserbüffeln, einem Symbol des ländlichen Taiwan, zeigte und den modernen westlichen Stil mit traditionell chinesischen Elementen verschmolz.
Zu seinen bekanntesten Werken zählen:
- Li Tieguai (李鐵拐, 1915), Holzfigur in traditionellem Stil, den daoistischen Unsterblichen Li Tieguai darstellend, heute in Privatbesitz.
- Der flötespielende Knabe (山童吹笛 Shantong chui di, 1918), Gipsfigur, Original heute verschollen. Aufgenommen in die Kaiserliche Ausstellung 1920.
- Süßer Tau (甘露水 Ganlushui, 1919), Marmorfigur, Original heute verschollen. Aufgenommen in die Kaiserliche Ausstellung 1921.
- Büste eines Mädchens(女孩胸像 Nühai xiongxiang, 1920), Geschenk des Künstlers an seine alte Grundschule (heute: Taiping-Grundschule in Taipeh), bis heute dort aufbewahrt.
- Posierende Frau (擺姿勢的女人 Bai zishi de nüren, 1922), Original heute verschollen. Aufgenommen in die Kaiserliche Ausstellung 1922.
- Mikadofasan und Sikahirsch (帝雉、華鹿 Dizhi hualu, 1922), Geschenk an das japanische Kaiserhaus, heute im Kaiserlichen Hofamt Tokio aufbewahrt.
- Auf dem Land (郊外 Jiaowai, 1924), Bronzeskulptur eines Wasserbüffels mit zwei Reihern, Original heute verschollen. Aufgenommen in die Kaiserliche Ausstellung 1924.
- Im Süden (南國的風情 Nanguo de fengqing, 1927). Relief einer Wasserbüffel-Herde, Original heute verschollen.
- Der Buddha kommt aus den Bergen(釋迦出山 Shijia chu shan, 1927). Im Auftrag des Longshan-Tempels Taipeh angefertigte Holzskulptur, Siddharta Gautama darstellend. Im Zweiten Weltkrieg durch einen Luftangriff zerstört, später mithilfe des verbliebenen Gipsentwurfs rekonstruiert. Kopien befinden sich heute im Nationalen Kunstmuseum Taiwans, im Städtischen Kunstmuseum Taipeh, im Städtischen Kunstmuseum Kaohsiung, im Nationalen Geschichtsmuseum in Taipeh, im Longshan-Tempel (Taipeh), im Kaiyuan-Tempel (Tainan) sowie im Privatbesitz der Familie des Künstlers.
- Büstenporträt des Prinzen Kuni Kuniyoshi und seiner Gattin (久邇宮邦彥親王夫婦像 Jiuer Gong Bangyan fufu xiang, 1928). Im Besitz des japanischen Kaiserhauses
- Die Wasserbüffel (水牛群像 Shuiniu qunxiang, 1930), Gipsrelief, letztes und berühmtestes Werk des Künstlers, als Nationaler Schatz der Republik China ausgezeichnet. Das Original befindet sich in der Zhongshan-Halle in Taipeh, Kopien sind im Nationalen Kunstmuseum Taiwans, im Städtischen Kunstmuseum Taipeh (Bronze-Abguss) und im Städtischen Kunstmuseum Kaohsiung (Bronze-Abguss).